# Paterholz
Koordinaten: 51° 43′ 36″ N, 8° 1′ 11″ O
Das Naturschutzgebiet Paterholz liegt auf dem Gebiet der Stadt Beckum im Kreis Warendorf in Nordrhein-Westfalen.
Das rund 55,69 ha große Gebiet, das im Jahr 1959 unter der Schlüsselnummer WAF-009 unter Naturschutz gestellt wurde, erstreckt sich südlich der Kernstadt Beckum. Am östlichen Rand des Gebietes verläuft die Landesstraße L 822, unweit westlich fließt der Käsefelder Bach, südwestlich erstreckt sich das rund 52,7 ha große Naturschutzgebiet Brunsberg und Kerbtal am Brunsberg.